# Língua tammari
A língua Tammari, Ditammari, é uma língua Gur falada no centro do Benim e no norte e centro do Togo. Existem dois dialetos, Ditammari Oriental e Ditammari Ocidental; o último é chamado Tamberma pelas pessoas da etnia Tammari.
No Benim é falado nos departamentos de Atakora, Donga e Borgou, e no Togo é falado nas regiões de Kara e Savanes. Em 2012, havia cerca de 150 mil falantes da língua Tammari. 
O idioma tammari é ensinado em algumas escolas primárias e também é usado em alguns programas de rádio.

## Escrita
A língua tammari usa o alfabeto latino sem as letras G, J, Q, V, X, Z; Usam-se as formas consoantes Ɖ, Kp, Ŋ, Ɔ e as vogais nasais ã, ɛ̃, ĩ, ɔ̃. 

## Amostra de texto
Oniti ti pɛi nɖɛ omɔũ yi kpaatri otɔu, kɛ yɛ̃ oniti ba we, o yi ɖo nnɛ fɛhɔ̃fɛ; o mɔkɛmu mɛcii kɛhã mɛyɛmmɛ. Ti tú nɛ ɖo kenyari ti tɔbɛ mbɛ kɛ yie mii ba nkwuɔ ko otɔu ɖau.
Português
Todos os seres humanos são livres e iguais em dignidade e direitos. Eles são dotados de razão e consciência e devem agir em relação uns aos outros em espírito de fraternidade.
(Artigo 1 da Declaração Universal dos Direitos Humanos)